# Lygia Bojunga Nunes
Lygia Bojunga Nunes (née le 26 août 1932 à Rio de Janeiro, Brésil) est une femme de lettres brésilienne, romancière de littérature d'enfance et de jeunesse. Elle est lauréate de deux plus grands prix internationaux en littérature jeunesse, le  Prix Hans Christian Andersen (en 1982), et le Prix commémoratif Astrid-Lindgren (en 2004).

## Œuvres
- Angélique a des idées, Éditions la farandole, 1979.
- La Fille du cirque, Flammarion, 1981.
- La Sacoche jaune (A bolsa amarela), Castor poche, 1993.

## Prix
- 1978 : (international) « Honor List »[1], de l' IBBY, catégorie Auteur, pour A bolsa amarela (La Sacoche jaune)
- 1980 : (international) « Hightly Commended Authors »[1], par l' IBBY, pour l'ensemble de son œuvre
- 1982 : Prix Hans Christian Andersen[2], catégorie Écriture
- 1986 : Rattenfänger-Literaturpreis (de)
- 2004 : Prix commémoratif Astrid-Lindgren[3]